# Three Days Grace
Tri Dejs Grejs je kanadski rok bend formiran u Norvudu, Ontario 1997. godine. Sa sedištem u Torontu, bendov originalni sastav se sastojao iz gitariste, glavnog pevača Adama Gontijera, bubnjara, pratećeg vokala Nejl Sandersona i basiste Breda Valsta. 2003. godine, Beri Stok je bio regrutovan kao bendov glavni gitarista. 2013. godine Gontijer je napustio bend i zamenio ga je pevač benda Moji Najtamniji Dani Met Valst, koji je takođe brat Breda Valsta.
Nakon potpisivaja ugovora sa Dživom Rekordsom Tri Dejs Grejs je izdao pet studijskih albuma, svaki u intervalima od 3 godine: Tri Dejz Grejs 2003. godine, One-X 2006. godine, Život Počinje Sada 2009. godine, Tranzit Venere 2012. godine i Čovek 2015. godine. Prva tri albuma su bili RIAA potvrđeni platinumom, 3 puta platinumom i jedanput zlatom, s poštovanjem u Sjedinjenim Državama, dok su u Kanadi bili sertifikovani od strane Muzike Kanade kao platinum, dupli platinum i platinum, s poštovanjem. Bend ima niz pesama koje su broj jedan na Oglasnim tablama Alternativnih Pesama i izuzetno popularnim grafikonima rok pesama.

## Istorijat

### Pozadina
Tri Dejz Grejs je poreklom nastao od petočlanog benda po imenu "Grondsvel", formiran u Norvudu, Ontario, 1992. godine Grondsvel je izbacio jedan celokupan album Talas Popularnog Osećaja. Bendov sastav se sastojao iz glavnog pevača Adama Gontijera, bubnjara Nejla Sandersona, basiste Breda Valsta, glavnog gitariste Fila Krovea i ritam gitariste Džoa Granta. Većina članova je pohađala srednju školu kada je bend formiran. Krajem 1995. godine, bend se raspao.

### Rane godine kao Tri Dejs Grejs
1997. godine, Gontijer, Sanderson i Valst su se regrupisali kao "Tri Dejs Grejs". Sudeći prema Gontijeru, ime se odnosi na osećaj hitnosti sa pitanjem da li bi neko mogao da promeni svoj život ako bi imao samo tri dana da napravi promenu. Jednom prilikom u Torontu, bend je postao upoznat sa lokalnim producentom Gejvinom Braunom. Bend mu je dao nekoliko godina materijala kojeg su stvorili i on je izabrao one koje je nazvao "zlatnim grumenima", prema Gontijeru. Braun i bend su vežbali pesme i napravili su prvi demo album koji su predali EMI Objavljivanje Muzike u Kanadi. Izdavačka kuća je želela da čuje više materijala, i sa Braunom koji je producirao, bend je stvorio pesmu "Mrzim Sve O Tebi", koja je privukla pažnju nekoliko izdavačkih kuća. Bend je uskoro potpisao ugovor sa Dživom Rekordsom, nakon što je bila tražena od strane predsednika kompanije.

### Tri Dejs Grejs(2003–2005)
Bend se preselio u "Long Vju Farm", studio u Brukfildu, Masačusec, da snimi svoj debi album. Istoimeni album je zavšen u Vudstoku, Njujork, a izbačen 22. jula 2003. godine. Naišao je na pomešane, povoljne kritike. Dejv Dorej iz IGN-a je komentarisao album "Greške? Ima ih mnogo". Olmjuzik kritičar Heder Fares je rekla da "bendov fokus, privrženost alt-metal formulama - zajedno sa uskim pisanjem pesama i neočekivano dobrim refrenima, rezultuje pesmama koje su nezaboravnije od pesama mnogih njihovih konkurenata. Iskritikovala je album zbog njegove jednostavnosti, zaključujući "Tri Dejz Grejs su definitivno jedan od najprihvatljivijih alt-metalik bendova 2000-ih, oni samo moraju da unesu više različitosti u svoj zvuk".
Da bi podržao istoimeni album, Tri Dejz Grejs je lansirao prvi singl "Mrzim Sve O Tebi" (demo ove pesme je doveo do dogovora o snimanju). Pesma je velikom brzinom postala prepoznatljiva širom sveta, i posmatra se kao najpopularnija pesma ovog benda. Nakon što se Beri Stok pridružio bendu kao vodeći gitarista krajem 2003. godine, Tri Dejz Grejs je konstantno i u sve većem broju imao turneje skoro dve godine zahvaljujući svojoj debi pesmi. Album je dosegao deveto mesto na listi Kanadskih Album Grafikona i 69. mesto na listi Bilbord 200 i proglašen je platinastim albumom u S.A.D. od strane RIAA u decembru 2004. i dvostruko platinastim u Kanadi od strane Kanadskog Udruženja Industrija Snimanja.

### One-X(2006–2008)
Lansiranje pesme "Mrzim Sve O Tebi" je praćen lansiranjem još dve pesme, "Baš Kao Ti" i "Dom". U ovo vreme Gontijer je postao zavistan od droge OksiKotina. Nakon završetka turneje povodom prvog albuma bend je znao da ne mogu dalje da nastave zbog njegovog stanja. 2005. godine je uz poršku svojih prijatelja, porodice i članova benda otišao na odvikavanje u Centar Za Zavisnost i Mentalno Zdravlje. Dok se lečio, Gontijer je počeo da piše tekst pesme o tome kako se osećao dok je prolazio kroz rehabilitaciju.
Album One-X je lansiran 13. juna 2006. Album je pretežno pozitivno ocenjen. One-X dosegao je drugo mesto na Canadian album chart listi i peto mesto na Billboard 200, prodaja je dosegla 78,000 kopija u S.A.D. u prvoj nedelji nakon pojavljivanja.

## Nagrade i nominovanja
Bend je prepoznat po njihovom muzičkom naporu i kroz nekoliko nagrada i nominovanja. 2007. godine, bend je rangiran od strane Mediabejs kao prvo mesto svih rok formata u Sjedinjenim Državama i Kanadi, a Bilbord im je dao ime Rok Umetnici Godine. Tri Dejz Grejs je nominovan sa pet Juno Nagradama, uključujući "Novu Grupu godine" 2004. godine. "Mrzim Sve O Tebi" je proglašen za najbolji rok video i "Ljudi biraju: Omiljena kanadska grupa". 2007. godine na Mač Mjuzik Avardsu su proglašeni za "Najblju Grupu Godine", a njihov album One-X za "Najbolji Album Godine". Prvi singl iz albuma One-X, "Životinja Koja Sam Postao" je 2006. bilo Kanadina najslušanija pesma i dobila je nagradu za najviše puštanu pesmu na radiju. "Nikad Kasno" je nominovan za "Najbolji Video" i "Najbolji Rok Video", i "Bol" je nominovan za "Najbolji Internacionalni Video po Kanađaninu".
Život Počinje Sada je 2010 godine dobio nagradu "Najbolji Rok Album" na Juno nagradama, ali ga je potazio Bili Talenat III. Tri Dejz Grejs je 2016. godine proglašen za "Grupu godine"